# C11 (Namibië)
De C11 is een secundaire weg in het zuidoosten van Namibië. De weg loopt van Karasburg via Aroab naar Koës. In Karasburg sluit de weg aan op de B3 naar Upington.
De C11 is 323 kilometer lang en loopt door de regio !Karas.